# Grégory Duruz
Grégory Duruz (* 20. April 1977) ist ein Schweizer ehemaliger Fussballspieler. Der Linksverteidiger gewann in seiner Karriere sowohl den Schweizer Cup als auch die Meisterschaft.

## Karriere
Duruz stammt aus der Jugend des FC Sion und gab sein Ligadebüt für Sion bereits in der Saison 1994/95. Nachdem er sich bei Sion nach seiner Jugendzeit nicht auf Anhieb durchsetzen konnte, spielte er die Rückrunde 1996/97 bei SR Delémont in der Nationalliga B und die Hinrunde der Saison 1997/98 bei Vevey-Sports in der 1. Liga. Nach seiner Rückkehr zu Sion konnte er sich ab der Saison 1998/99 als Stammspieler etablieren. 
2002 wechselte er ablösefrei zum Ligakonkurrenten FC Basel, mit dem in seiner ersten Saison den Schweizer Cupsieg feiern konnte und beim überraschenden Einzug in die 2. Gruppenphase der UEFA Champions League zu insgesamt sieben Einsätzen kam. 2004 errang er die Schweizer Meisterschaft, war aber im Saisonverlauf zumeist nur Ergänzungsspieler. Daraufhin wechselte er zur Spielzeit 2004/05 zum französischen Zweitligisten SC Amiens, kam aber auch dort nur zu 15 Saisoneinsätzen und löste seinen Vertrag zum Saisonende auf.
Mit dem Schweizer Erstligisten FC Thun fand er einen neuen Verein, den er aber bereits nach einem Jahr wieder verliess. Mit dem neuseeländischen A-League-Klub New Zealand Knights fand er einen neuen Klub und unterschrieb einen Ein-Jahres-Vertrag. Für die Knights kam Duruz auf zwölf Einsätze und landete mit dem Team, das zum Saisonende aufgelöst wurde, auf dem letzten Tabellenplatz. Aufgrund des frühen Saisonendes der australischen Liga konnte er bereits Ende Januar in die Schweiz zurückkehren und absolvierte für den FC Chiasso in der zweiten Spielklasse noch einige Einsätze. Zur Saison 2007/08 schloss er sich dem Drittligisten FC La Tour/Le Pâquier an. Im Sommer 2008 absolvierte er ein Probetraining beim englischen Drittligisten Cheltenham Town, wurde aber nicht verpflichtet.

## Erfolge
- Schweizer Meister: 2004
- Schweizer Cupsieger: 2003 (im Finale nicht eingesetzt)